# 金水区
金水区（きんすい-く）は中華人民共和国河南省鄭州市に位置する市轄区。

## 姉妹都市
- 大崎市（日本宮城県）

## 行政区画
- 街道:経八路街道、花園路街道、人民路街道、杜嶺街道、大石橋街道、南陽路街道、南陽新村街道、文化路街道、豊産路街道、東風路街道、北林路街道、未来路街道、鳳凰台街道、竜子湖街道、祭城路街道、興達路街道、国基路街道、楊金路街道、豊慶路街道